# FC Samtredia
FC Samtredia este un club de fotbal din Samtredia, Georgia. Echipa susține meciurile de acasă pe Stadionul Erosi Manjgaladze cu o capacitate de 15.000 de locuri.
Acest club s-a mai numit Lokomotivi Samtredia, Sanavardo Samtredia, Juba Samtredia și Iberia Samtredia în ultimele sezoane.